# 平井竜一
平井 竜一（ひらい りゅういち、1966年〈昭和41年〉4月8日 - ）は、日本の政治家。元神奈川県逗子市長（3期）、元逗子市議会議員（3期）。

## 概要
神奈川県横浜市戸塚区に生まれる。1974年、逗子市に転居。逗子市立久木小学校に転入。1975年、学区変更のため逗子市立逗子小学校に転校。逗子市立久木中学校卒業。神奈川県立横須賀高等学校在学中には、池子問題が争点の逗子市長選をきっかけに、政治に関心を持つ。高校卒業後、早稲田大学社会科学部に入学し、探検部に入部する。早大在学中、逗子市環境管理計画策定市民委員を務めた。
1989年3月、早稲田大学卒業。同年4月、株式会社アスクプランニングセンターに入社し、同社社長秘書を務める。1997年、株式会社アスクプランニングセンターを退職。
1998年3月、31歳で逗子市議会議員選挙に出馬し、トップ当選した。逗子市議会に新会派「次世代フォーラム」を発足させ、同会派に所属。尚、同期当選でのちに神奈川県議会議員に鞍替えした近藤だいすけも同会派に所属していた。以後、3期連続当選。2006年4月、3選した後に逗子市議会副議長に就任するが、同年9月に逗子市議を辞職。同年12月、逗子市長選挙に出馬し、前逗子市議の網倉大介を破り初当選した（現職の長島一由は不出馬）。
2010年12月の逗子市長選挙では、池子米軍住宅地横浜市域における米軍家族向け住宅の追加建設の是非が争点化したが、池子米軍住宅地区内40ヘクタールの共同使用及び早期の返還を掲げ、元逗子市福祉部長の一柳康男、元逗子市議会副議長の松本治子を大差で破り、再選した。
2014年12月の逗子市長選挙において、無投票当選で3選。
2018年12月16日に実施された逗子市長選挙で、実業家の桐ケ谷覚に敗れ落選。
2021年2月7日投開票の西東京市長選挙に立候補するも、自民党・公明党の推薦を受けた前副市長の池澤隆史に敗れ落選した。

## 発言・インタビュー
- ザ･選挙　2010年逗子市長選挙
- 時事ドットコム：トップインタビュー33 平井竜一神奈川県逗子市長、2011年4月18日。
- 平井竜一 このまちに真剣。 逗子市長 平井リポート
- フジマニコラム この街をおもしろくする100人 No.004 ｜逗子市長 平井竜一